# Аловид
Аловид — біологічний вид, що сформувався як алопатрична форма щодо іншого виду.
Аловиди є одним з найнижчих рівнів диференціації таксонів видового рівня. Звичайно аловиди розглядалися й інколи і тепер розглядаються як пари (і більше) географічних рас одного великого виду.
Серед всього різноманіття позначень еволюційно молодих і морфологічно близьких видів аловиди вирізняються строго алопатричним поширенням і відмінностями, що збігаються з географічною мінливістю великих видів.

## Суміжні поняття
Існує низка спеціальних позначень рангів таксонів видової групи, серед яких квазівиди (ex-conspecies), види в стадії становлення (in statu nascendi), види-двійники та інші. Серед найпоширеніших понять таксонів видової групи:
- види-двійники
- квазівиди
- клептон
- надвид
- філон

## Значення в еволюційній теорії
Аловиди розглядаються як початкова стадія диференціації географічних популяцій в алопатричних моделях видоутворення.